# Avatar (álbum)
Avatar es el tercer álbum de estudio lanzado por la banda sueca de metal Avatar, el 20 de noviembre de 2009.

## Producción
El proceso de composición y grabación del álbum comprendió de enero a julio de 2009. Su mezcla estuvo a cargo de Tobias Lindell. Al igual que con sus dos álbumes anteriores, Thoughts of No Tomorrow y Schlacht, la portada fue diseñada por  Phillipp von Preusche, primo del vocalista Johannes Eckerström, fue inspirada en las portadas de los álbumes de los años 60 en las que bandas como The Beatles y The Rolling Stones, por lo general, aparecían protagonizando en ellas, de este modo, se buscó que el grupo apareciera en la portada pero a su propia manera y manteniendo el estilo artístico de von Preusche.
La temática de las letras abarcó desde homenajes al videojuego StarCraft 2 y Bonnie y Clyde, hasta algunas vivencias personales de los integrantes de la banda. El sonido del álbum estuvo influenciado fuertemente por el heavy metal clásico y el rock and roll. Eckerström comentó que la banda trató de remodelarse completamente para este material y decidieron titularlo homónimamente para que marcara el inicio del "nuevo Avatar", sin embargo, no resultó del todo así: "Creo que todo el álbum está contaminado con este tipo de actitud de '¡por favor, ámennos!', '¿recuerdan que les gustábamos cuando teníamos dieciocho años?, ¿pueden hacer eso otra vez, por favor?' [risas]. Esa es la actitud equivocada, lo cual aprendimos de la manera más difícil".
El álbum se publicó en Suecia en noviembre de 2009 bajo el sello Gain Music Entertainment;  en Alemania y Suiza, en marzo de 2010 a través de un contrato con Sony Music.
De este material se desprendieron dos videoclips:
- The Great Pretender (2009): fue dirigido por PA Nilsson y la historia que aborda es sangrienta sobre un chico que quiere ver el espectáculo de la banda pero tiene muy mala suerte durante el proceso.[4][2]
- Queen of Blades (2010): fue dirigido por René U. Valdes, es una presentación filmada el 27 de noviembre de 2009 en Brew House en Gotemburgo.[5]

## Lista de canciones
| N.º   | Título                     | Duración |  |
| 1.    | «Queen of Blades»          | 4:29     |  |
| 2.    | «The Great Pretender»      | 4:03     |  |
| 3.    | «Shattered Wings»          | 3:36     |  |
| 4.    | «Reload»                   | 4:13     |  |
| 5.    | «Out of Our Minds»         | 4:30     |  |
| 6.    | «Deeper Down»              | 3:47     |  |
| 7.    | «Revolution of Two»        | 5:08     |  |
| 8.    | «Roadkill»                 | 3:30     |  |
| 9.    | «Pigfucker»                | 2:05     |  |
| 10.   | «Lullaby (Death All Over)» | 7:46     |  |
| 43:06 |                            |          |  |

## Posicionamiento en listas
| Lista                      | Posición |
| -------------------------- | -------- |
| Suecia (Sverigetopplistan) | 36       |

## Créditos[8]

### Avatar
- Johannes Eckerström: voz.
- John Alfredsson: batería.
- Jonas Jarlsby: guitarra.
- Simon Andersson: guitarra.
- Henrik Sandelin: bajo.

### Músicos adicionales
- Sebastian Olsson: guitarras adicionales en las pistas 1 y 7; coros en 1, 6 y 10.
- Markus Tagaris: guitarra acústica en pista 3.
- Per Boqvist: vibraslap en pista 2; percusión en 4; sacudidor en 8.
- Martin Hall: órgano en las pistas 3, 5, 6 y 10; clavecín en 5.
- Glen Gilbert: coros en pista 3.
- Mattias Bylund: piano de cola en la pista 10.
- David Bukovinszky, Dieter Schöning, Irene Bylund: instrumentos de cuerda en las pistas 7 y 10.

### Producción
- Sebastian Olsson, Magnus Lundbäck,  Markus Tagaris: productores.
- Tobias Lindell: mezclador.
- Mattias Bylund: arreglos de instrumentos de cuerda.
- Dragan Tanaskovic: masterización.
- Philipp von Preuschen: portada